# Juana Calfunao Paillaléf
Calfunao  Paillaléf est un nom espagnol. Le premier nom de famille, en général paternel, est Calfunao ; le second, en général maternel, souvent omis, est Paillaléf.
Juana Calfunao Paillaléf (également connue sous les noms de Juana Calfungo ou Juana Calfunao) est une des principales autorités (lonco) de la communauté indigène mapuche du centre-sud du Chili. Elle est la cheffe de la communauté Juan Paillalef, de Cunco, dans la région de l'Araucanie,.

## Famille
Elle est la fille du werkén Ambrosio Calfunao, mort pendant son enfance, et de la lonko Mercedes Paillaléf. Sa mère, qui a aussi été leader de la communauté, a été incarcérée par la dictature militaire chilienne pendant deux ans dans la prison de Temuco.
Sa fille Relmutray a été envoyée en Suisse à l'âge de 9 ans, elle y a demandé l'asile et y a habité avec sa tante, Rayen Calfunao Paillalef entre 2006 et 2011.

## Leader mapuche
Elle est une leader importante dans les luttes des mapuches pour affirmer leur souveraineté, résister à la violence d'État et à la violence systémique, et condamner l'extraction de ressources naturelles de leurs terres ancestrales. Elle est la fondatrice de l'organisation non-gouvernementale chilienne Comisión Ética Contra la Tortura (Commission Éthique Contre la Torture).
En mai 2000, elle est victime d'une fausse couche à la suite de son arrestation à Temuco. 
En novembre 2006, elle est condamnée à 150 jours de prison par l'état chilien, pour avoir protesté contre la construction illégale d'un chemin privé à travers le territoire mapuche,. Elle passe plus de quatre ans en prison. Avec sa sœur Luisa Calfunao elle réalise une grève de la faim durant plusieurs semaines de 2007. D'autres membres de sa famille ont également été poursuivis ou incarcérés.
En octobre 2015, Calfunao Paillaléf se rend aux États-Unis et témoigne devant l'Organisation des États américains (OEA) : elle dénonce les violences commises par le gouvernement chilien contre le peuple mapuche, en particulier l'appropriation de territoires indigènes et les mauvais traitements envers les femmes mapuches et les enfants. À partir de cette date, elle bénéficie, ainsi que sa famille, d'une mesure de protection de la part de la Commission interaméricaine des droits de l'homme (mesure levée en février 2019).
Elle s'oppose à la construction d'une route qui couperait en deux le territoire de sa communauté. En juillet 2018, elle est condamnée à 5 ans de prison pour avoir blessé un policier, mais la Cour d'appel annule le jugement en octobre 2018 et demande un nouveau procès.
En décembre 2018, durant les obsèques de Camilo Catrillanca, elle exhorte les mapuches à avoir plus d'enfants afin de pouvoir continuer la lutte mapuche.